# Euxoa aurantiaca
Euxoa aurantiaca är en fjärilsart som beskrevs av Lafontaine 1974. Euxoa aurantiaca ingår i släktet Euxoa och familjen nattflyn. Inga underarter finns listade i Catalogue of Life.